# Влад I Узурпатор
Влад I Узурпатор (рум. Vlad I Uzurpatorul) (ум. около 1397) — воевода Валахии из династии Басарабов (1395—1396), сын валашского воеводы Дана I.

## Биография
Влад Узурпатор вел борьбу за престол Валахии с Мирчей I Старым.
В  1394/1395 году Мирча сумел отразить вторжение кратно превосходящей армии султана Баязида I, однако борьба с османами резко истощила военные и экономические ресурсы княжества. Уже через нескольких месяцев после успешной решающей битвы быстро утративший популярность Мирча I бежал в Трансильванию, а Влад при поддержке Молдавии, Турции и Польши захватил запад Валахии (Ольтению) и провозгласил себя воеводой Валахии. В том же, 1395 году, получив военную помощь от турок, отбил попытку венгерского короля вернуть на валашский трон Мирчу Старого.
В 1396 году Влад I признал верховенство польского короля Владислава Ягелло и отказался помогать венгерскому королю Сигизмунду Люксембургскому, предпринявшему крестовый поход против турок и разгромленному в итоге в битве под Никополем. Из-за своей протурецкой политики Влад лишился поддержки валашского боярства и был вынужден бежать из страны уже в декабре 1396 г., однако был схвачен трансильванским воеводой Сцибором и выдан венграм. В январе 1397 г. на валашский престол был возвращен Мирча Старый.